# Matthias Thieme
Matthias Thieme (* 1974) ist ein deutscher Journalist.

## Leben
Bereits nach seinem Abitur schrieb Thieme 1993 bis 1994 Reportagen aus Kroatien und Frankreich für die taz. Nach seinem Zivildienst studierte er von 1996 bis 1999 Politik- und Rechtswissenschaften an der Universität in Marburg. Er beendete sein Studium an der FU in Berlin im Bereich Politikwissenschaft. Neben dem Studium arbeitete er als freier Mitarbeiter für die taz, die Frankfurter Rundschau und den WDR.
Ab 2002 war er bei der Frankfurter Rundschau beschäftigt, u. a. als Volontär und später als koordinierender und planender Redakteur und Landtagskorrespondent im Hessischen Landtag in Wiesbaden. Im Anschluss war er Korrespondent in der DuMont-Redaktionsgemeinschaft in Berlin. Er arbeitete dort für Frankfurter Rundschau, Berliner Zeitung, Kölner Stadt-Anzeiger und Mitteldeutsche Zeitung. Von 2012 bis 2015 war Thieme beim Wirtschaftsmagazin Capital in Berlin tätig. Er wechselte dann zur Funke-Mediengruppe, wo er zuletzt als Ressortleiter Wirtschaft die überregionale Wirtschaftsberichterstattung verantwortete. Danach wurde Matthias Thieme am 1. August 2018 Chefredakteur der Frankfurter Neue Presse (FNP) in Frankfurt am Main. Am 1. Februar 2020 wurde er Chefredakteur der Berliner Zeitung mit Schwerpunkt Digitales, am 10. Februar wurde Thieme alleiniger Chefredakteur von Berliner Zeitung und Berliner Kurier. Er kündigte seine Anstellung aber bereits am 1. März 2020. Vom 1. Februar 2021 bis zum Sommer 2025 war er Chefredakteur der Zeitschrift Finanztest der Stiftung Warentest.

## Auszeichnungen
2009 bekam er zusammen mit Jörg Schindler den ersten Wächterpreis der Tagespresse für Recherchen über einen Spendenskandal bei UNICEF zugesprochen. Für seine Berichterstattung über die Steuerfahnderaffäre in Hessen gewann er 2011 wieder einen Wächterpreis.

## Veröffentlichungen
- Pitt von Bebenburg, Matthias Thieme: Ausgekocht: Hinter den Kulissen hessischer Machtpolitik. Eichborn-Verlag, Frankfurt am Main 2010, ISBN 978-3-8218-6547-8 (218 S.).
- Pitt von Bebenburg, Matthias Thieme: Deutschland ohne Ausländer: Ein Szenario. Redline-Verlag, München 2012, ISBN 978-3-86881-338-8 (272 S.).
- Astrid Kopp, Matthias Thieme (Hrsg.): Herrlich hessisch: Vorhang auf für Hessen. Societäts-Verlag, Frankfurt am Main 2020, ISBN 978-3-95542-346-9 (159 S.).